# Marshall Clagett
Marshall Clagett (Washington D.C., 23 januari 1916 - Princeton, 21 oktober 2005) was een Amerikaanse wetenschapshistoricus, die naam maakte met het boek Greek Science in Antiquity uit 1957. In 1980 ontving hij de George Sarton Medaille voor z'n werk aan de wetenschapsgeschiedenis. 
Clagett begon zijn studie aan het California Institute of Technology (Caltech) in 1933 en vervolgde aan de George Washington-universiteit waar hij in 1937 zijn mastertitel behaalde. In 1941 promoveerde hij in geschiedenis aan Columbia-universiteit waarna hij in dienst trad bij de Amerikaanse marine. 
Na de oorlog werkte Clagett een jaar aan de Columbia-universiteit, waarna hij in dienst trad van de Universiteit van Wisconsin in Madison. Hier werd hij professor op de afdeling wetenschapsgeschiedenis. Van 1959 tot 1964 was hij leidde hij tevens het Institute for Research in the Humanities van de universiteit. Na twee aanstellingen als gastdocent aan het Institute for Advanced Study in Princeton werd hij hier vanaf 1964 professor en ging hier in 1986 met emeritaat. 

## Publicaties
- 1941. Giovanni Marliani and late medieval physics. Columbia University Press
- 1952. The medieval science of weights = Scientia de ponderibus : treatises ascribed to Euclid, Archimedes, Thabit ibn Qurra, Jordanus de Nemore and Blasius of Parma. University of Wisconsin Press
- 1957. Greek science in antiquity. London : Abelard-Schuman
- 1959. The science of mechanics in the Middle Ages. The University of Wisconsin Press
- 1959. Critical problems in the history of science. University of Wisconsin Press
- 1964-84. Archimedes in the Middle Ages. 5 delen.
- 1979. Studies in medieval physics and mathematics. Variorum Reprints
- 1989-99. Ancient Egyptian science : a source book. 3 delen. Philadelphia, [PA] : American Philosophical Society